# Hirschberg (Ohlstadt)
Der Hirschberg ist ein 1660 m ü. NHN hoher Berg in den Walchenseebergen in den Bayerischen Voralpen. Er liegt auf der Grenze zwischen den Gemeinden und Gemarkungen Ohlstadt im Norden und Eschenlohe im Süden.

## Lage und Umgebung
Der Hirschberg liegt etwa vier Kilometer östlich von Eschenlohe und fünf Kilometer westlich des Walchensees. Drei Kilometer nördlich liegt das Zentrum der Gemeinde Ohlstadt. Südlich des Berges verläuft das Tal der Eschenlaine, hinter dem sich das Estergebirge mit Simetsberg und Hohe Kisten anschließt.
Etwa 500 Meter nördlich des Gipfels ist der 1542 m hohe Ölrain vorgelagert, von dem sich ein ausgeprägter Gebirgskamm nach Westen zur 1368 m hohen Osterfeuerspitze erstreckt.
Der Hirschberg ist bis hinauf zum Gipfelbereich bewaldet. An der etwas steileren Südseite ist der Wald teilweise von Schrofen durchsetzt.

## Wege
Eine Forststraße führt von Eschenlohe aus an der Süd- und Ostseite am Berg empor bis zur nördlich des Ölrain gelegenen Wankhütte (1364 m). Dieser Weg kann auch mit dem Mountainbike zurückgelegt werden. Von Norden, von Ohlstadt aus, ist die Wankhütte über einen Wanderweg erreichbar. Von der Wankhütte aus führt der Anstieg teilweise weglos, teilweise auf schmalem Pfad östlich am Ölrain vorbei und dann weiter auf den Hirschberg.